# Корцево (Вологодская область)
Корцево — деревня в Вологодском районе Вологодской области.
Входит в состав Старосельского сельского поселения (с 1 января 2006 года по 8 апреля 2009 года входила в Пудегское сельское поселение), с точки зрения административно-территориального деления — в Пудегский сельсовет.
Расстояние до районного центра Вологды по автодороге — 46 км.
По переписи 2002 года население — 3 человека.
В реестр населённых пунктов Вологодской области в 1999 году внесена под названием Карцево. Изменение внесено в 2001 году.